# カリーヌ・リュビ
カリーヌ・リュビ（Karine Ruby , 1978年1月4日 - 2009年5月29日）は、フランスのスノーボーダー。

## 人物
1998年長野オリンピックで初めて正式種目となったスノーボードの大回転で金メダルを獲得した。
2002年ソルトレークシティオリンピックでは銀メダルを獲得した。世界選手権でも6個の金メダルを獲得している。
2009年5月29日、シーズンオフに勤めている登山ガイドの業務中、登山客2名と共にモンブランのクレバスに誤って転落し、死亡した。31歳没。